# Eustictus productus
Eustictus productus är en insektsart som beskrevs av Knight 1925. Eustictus productus ingår i släktet Eustictus och familjen ängsskinnbaggar. Inga underarter finns listade i Catalogue of Life.